# 海伦娜·彼得松
海伦娜·彼得松（瑞典語：Helena Peterson，1962年4月8日—），瑞典女子游泳运动员。她曾代表瑞典参加1980年夏季奥林匹克运动会游泳比赛，获得女子4×100米自由泳接力银牌。